# Guye
Guye (en chino, 古冶; pinyin, Gǔyě) es un distrito urbano bajo la administración directa de la Prefectura Tangshan  en la Provincia de Hebei, República Popular China.  Su área es de 248 km² y su población total para 2010 superó los 358 mil habitantes. 

## Administración
Desde julio de 2023, el  Distrito Guye se divide en 10 pueblos que se administran en 5 subdistritos, 2   poblados y 3 villas.

## Toponimia
El topónimo Guye [/ku-ye/] traduce a 'Fundición Antigua'. La región tiene una rica herencia cultural e industrial, especialmente relacionada con la minería y la metalurgia, que han sido actividades económicas clave durante siglos. En tiempos modernos, Tangshan y sus alrededores se convirtieron en un centro importante para la industria pesada en China.
Un relato popular sostiene que el nombre proviene de “古爷” (Gǔyé). Se dice que durante la dinastía Ming, un maestro de la fundición de hierro con el apellido 古 (Gǔ) se trasladó a esta región. Los habitantes locales lo respetaban y lo llamaban Guye (古爷 'Maestro Gǔ'), posteriormente se adoptó a “古冶” (Gǔyě), un nombre con una pronunciación similar.